# Partula tohiveana
Espèce
Synonymes
- Partula olympia Crampton, 1924[1]

Statut de conservation UICN

 EW  : Éteint à l'état sauvage
Partula tohiveana est une espèce d'escargots terrestres de la famille des Partulidae. Endémique à la Polynésie française cette espèce est éteinte à l'état sauvage, à la suite de l'introduction de l'escargot carnivore Euglandina rosea en 1977.

## Liste des sous-espèces
Selon World Register of Marine Species (3 février 2021) :
- sous-espèce Partula tohiveana olympia Crampton, 1924
- sous-espèce Partula tohiveana tohiveana Crampton, 1924